# Stod Station
Stod Station (Stod stasjon) er en tidligere jernbanestation på Nordlandsbanen, der ligger i Steinkjer kommune i Norge.
Stationen åbnede som holdeplads 30. oktober 1926, da banen blev forlænget fra Sunnan til Snåsa. Den blev opgraderet til station i 1945 men nedgraderet til trinbræt 1. november 1958. Den blev kortvaret opgraderet til station 3. juni 1984, indtil den blev fjernstyret 23. november 1984. Betjeningen med persontog blev indstillet 29. maj 1988, hvorefter den tidligere station fik status af fjernstyret krydsningsspor. Betjeningen blev dog genoptaget et års tid fra 28. maj 1995 til 2. juni 1996.
Stationsbygningen blev opført i 1923 efter tegninger af Eivind Gleditsch. Den toetages bygning blev opført i træ i laftekonstruktion og rummede oprindeligt ventesal, ekspedition og telegraf i stueetagen og tjenestebolig for stationsmesteren på første sal. Desuden var der en tilbygning, der fungerede som pakhus. Bygningen blev revet ned i 1989. Gleditsch stod også for en toiletbygning på stationen.